# Uemura Masahisa

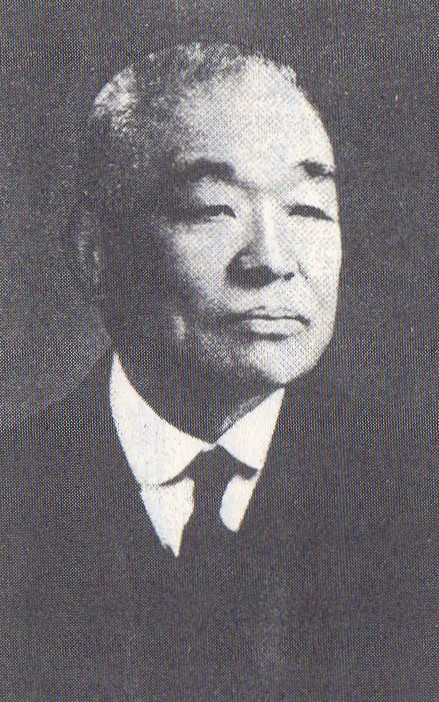
Uemura, 1922

Uemura Masahisa (japanisch 植村 正久; geboren 15. Januar 1858 in Edo; gestorben 8. Januar 1925 in Tokio) war ein japanischer Kirchenführer, Übersetzer und Herausgeber der Meiji- und Taishō-Zeit.

## Leben und Werk

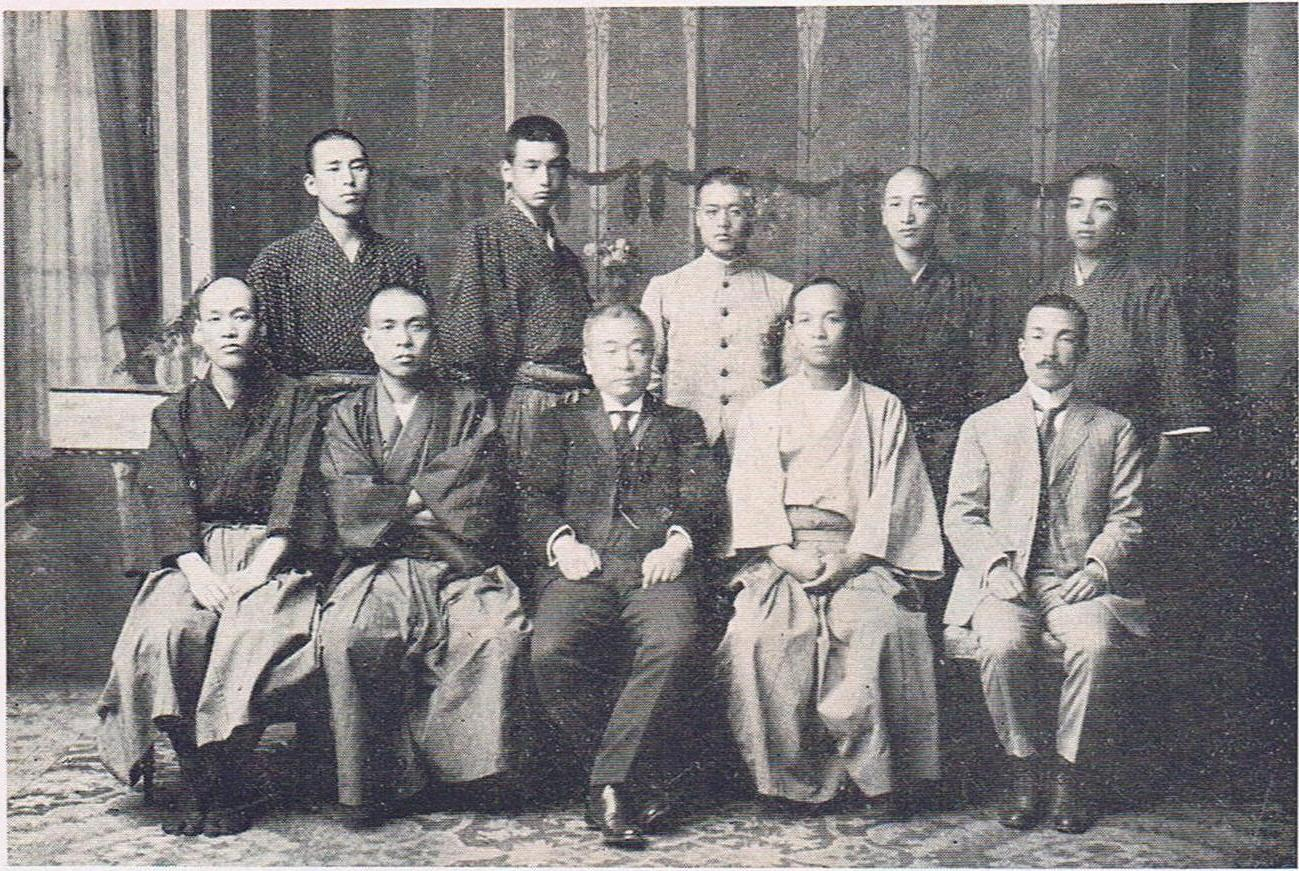
Uemura mit Freunden, 1912/13

Uemura Masahisa, der aus einer Samurai-Familie stammte,  begann mit 13 Jahren Englisch zu lernen. Er wurde Christ und begann an einer Missionarsschule in Yokohama Theologie zu studieren. 1878 schloss er seine Ausbildung ab und wurde als Pfarrer der Presbyterianischen Kirche in Japan ordiniert.
Schon als Student hatte er eine Karriere begonnen als Herausgeber verschiedener Zeitschriften, und 1880 gehörte er zu den Gründern der Zeitschrift „Das Universum“ (六合雑誌, Rikugō zasshi). In der folgenden Dekade publizierte er die Schrift „Allgemeines zur Wahrheit“ (心理一般, Shinri ippan), gründete eine Kirchengemeinde, die Fujimichō Kyōkai (富士見町協会), arbeitete zusammen mit anderen führenden Persönlichkeiten der Kirche in zahlreichen Gremien mit und beteiligte sich an der Errichtung der Missionarshochschule Meiji Gakuin (明治学院), der Vorläufereinrichtung der heutigen Meiji-Gakuin-Universität.

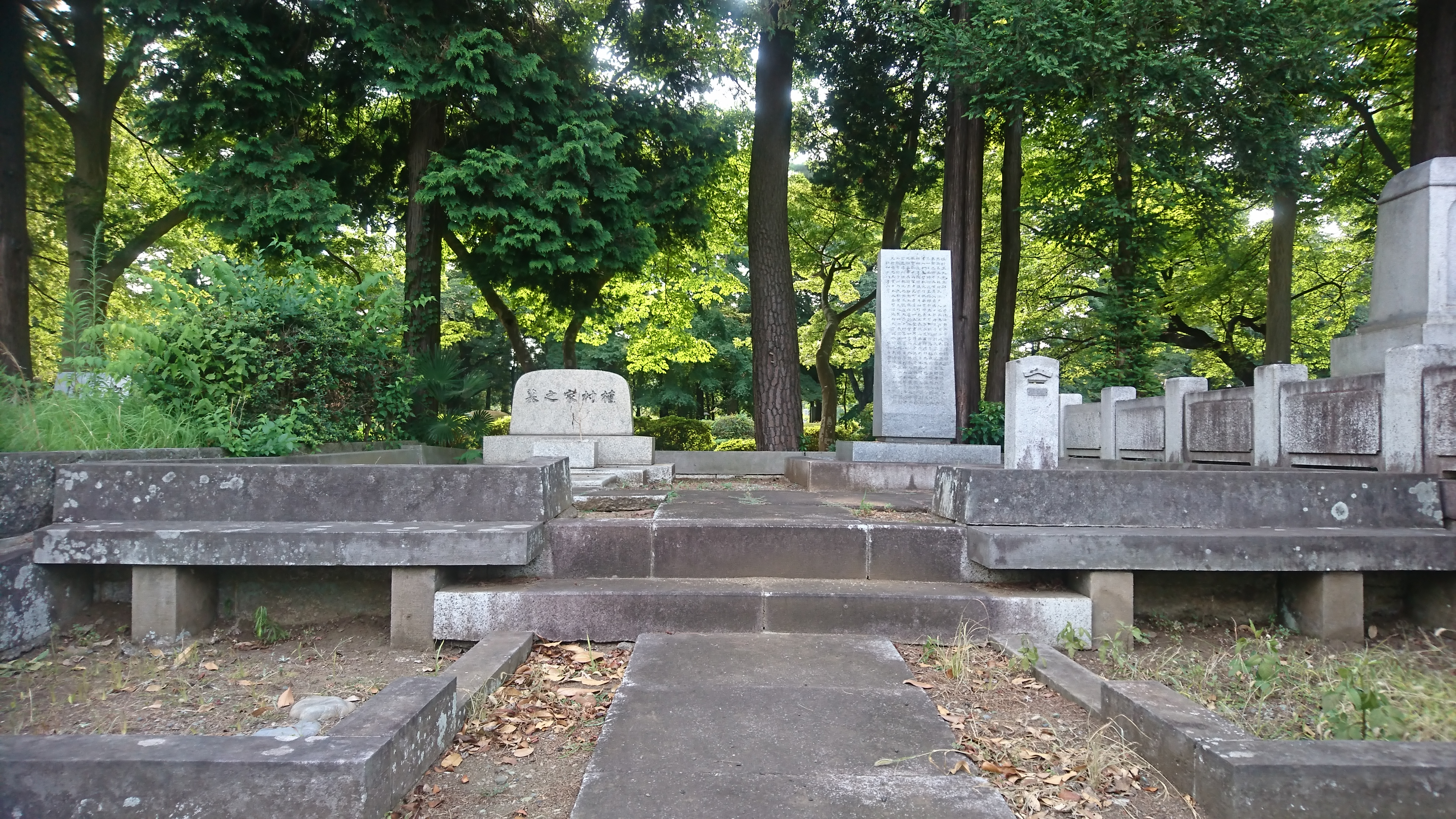
Uemuras Grabstätte

1890 brachte Uemura seine eigene literarische Zeitschrift (日本評論) heraus, dazu das christliche Wochenblatt „Das Evangelium“ (福音週報, Fukuin shūhō). Er hielt daneben auch häufig Vorträge zur englischen Literatur. 1904 gründete er die Tōkyō Shingakusha (東京神学社), eine Einrichtung, die sich dann zur Universität „Tōkyō shingaku daigaku“ (東京神学大学) entwickelte.
Uemura ist als Kirchenführer dafür bekannt, dass er die Presbyter-Richtung in Japan vorantrieb, wobei er die Unabhängigkeit von der Kontrolle der Missionare betonte. Wichtige Themen seiner Schriften betrafen die Wichtigkeit des Einzelnen innerhalb der Gesellschaft und das Heranziehen von Christen, die sozialem Druck aushalten können. Seine Übersetzungen von Psalmen und anderen biblischen Texten wurden moderne japanische Klassiker.
Uemuras Tochter Tamaki setzte seine Arbeit fort.